# Crise des otages au centre de détention provisoire de Rostov-sur-le-Don

Le 16 juin 2024, une prise d'otages s'est produite dans un centre de détention de Rostov-sur-le-Don, dans l'oblast de Rostov, en Russie. Les preneurs d'otages, tous militants de l'organisation l'État islamique précédemment détenus dans le centre, ont été tués par balle, à l'exception d'un militant capturé vivant. Deux employés ont été secourus,,.